# Église Saint-François-d'Assise-à-l'Immaculée de Catane
L'Église Saint François d'Assise à l'Immaculée est sur la place du même nom dans le centre historique de Catane en Sicile.
Sur les côtés de la façade principale s'élèvent deux  tours jumelles avec des toits en forme de dôme. Le cimetière est entouré d'une balustrade de statues en marbre de saints. L'édifice actuel remonte à après le séisme de 1693.

## Sources
- (it) Cet article est partiellement ou en totalité issu de l’article de Wikipédia en italien intitulé « Chiesa di San Francesco d'Assisi all'Immacolata » (voir la liste des auteurs).